# 开放计算项目
开放计算项目（英語：Open Compute Project, 简称：OCP）是一个在公司之间共享数据中心产品设计和最佳实践的组织，其中包括 Arm、Meta、IBM、纬创资通、英特尔、诺基亚、谷歌、微软、希捷科技、戴尔、Rackspace、慧與科技、NVIDIA、思科、高盛、富达投资、联想和阿里巴巴集团。

## 项目结构

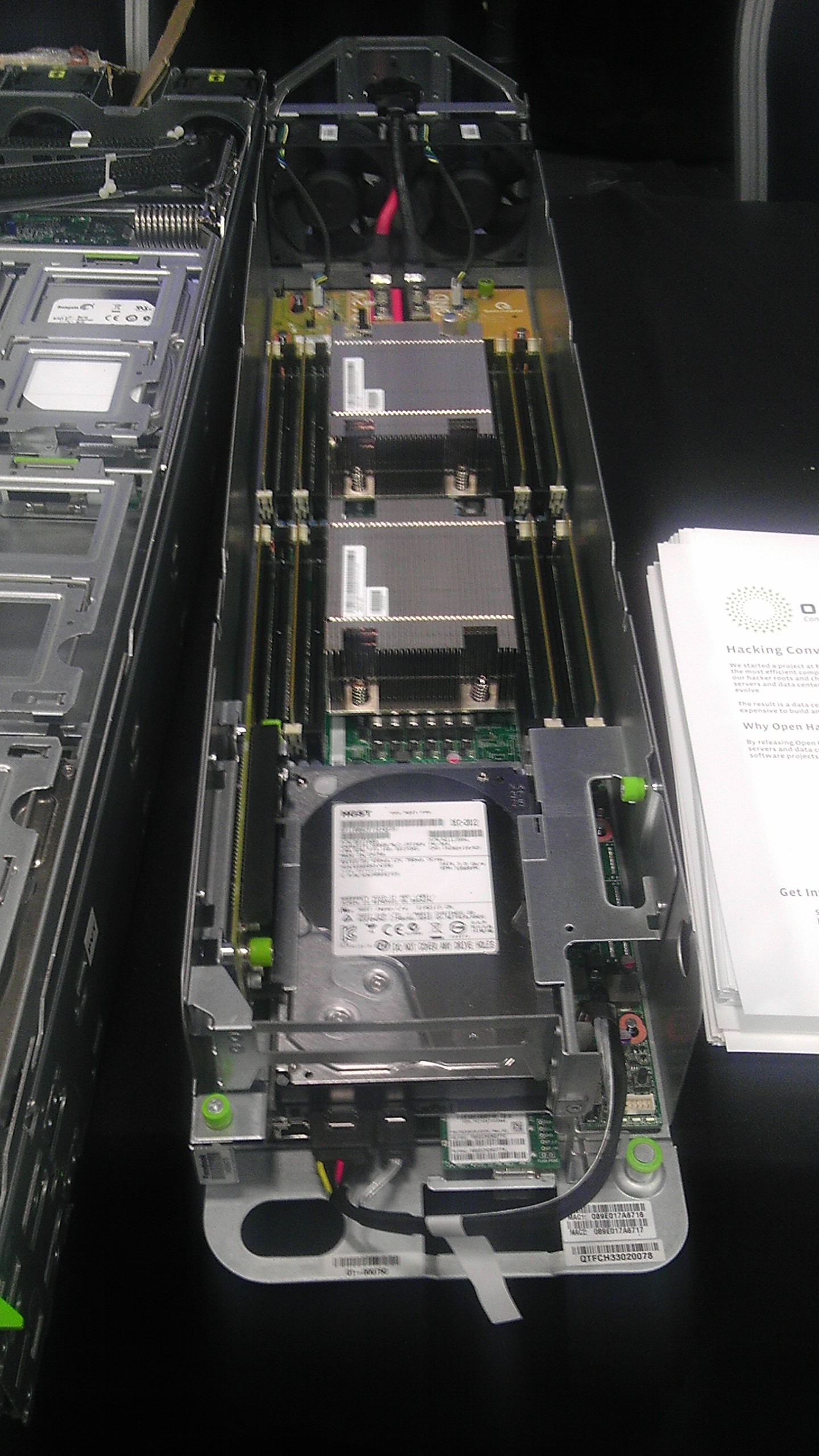
Open Compute V2 Server

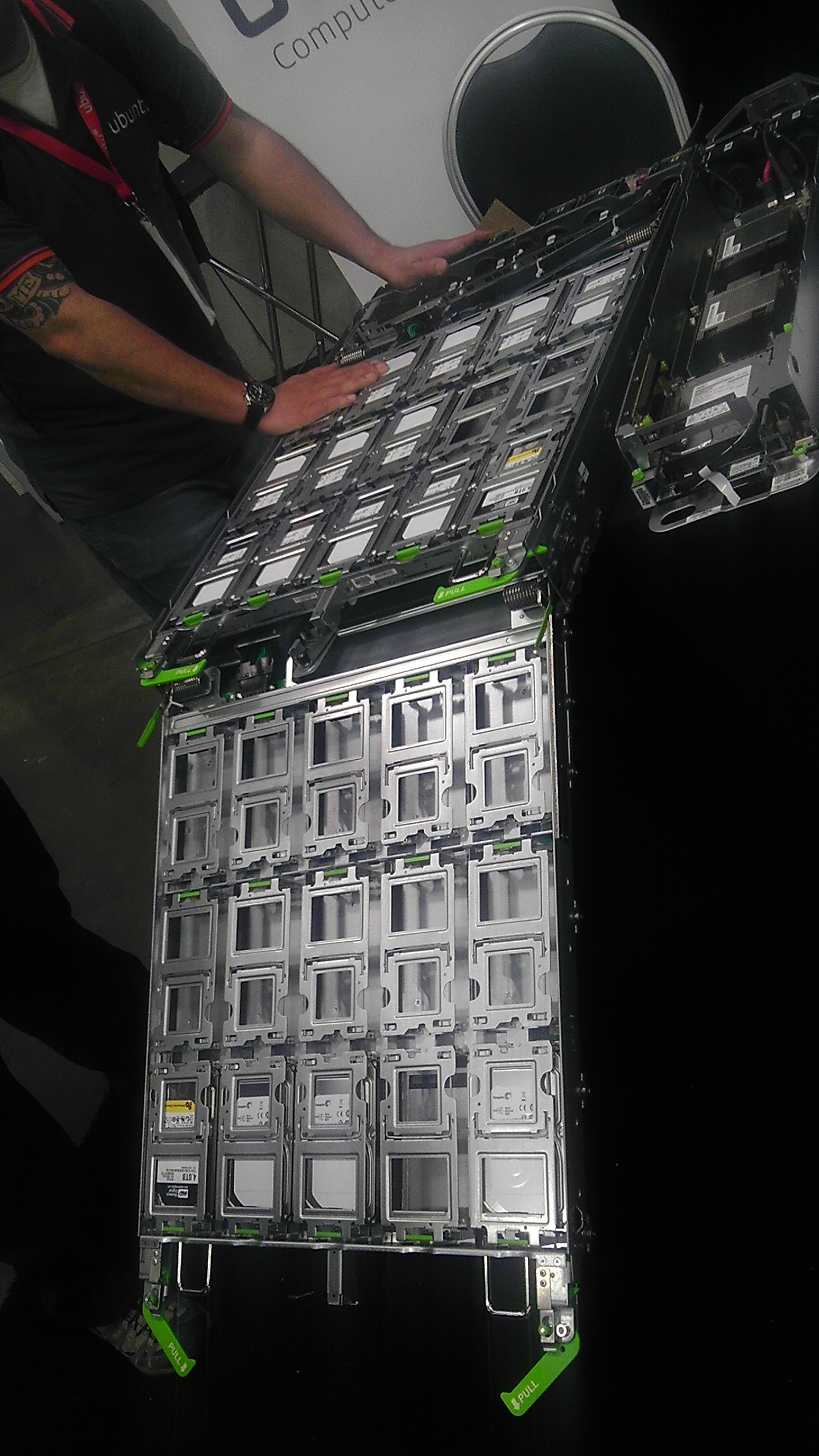
Open Compute V2 Drive Tray,
2nd lower tray extended

开放计算项目基金会是特拉华州注册成立的 501(c)(6) 非营利组织。Rocky Bullock 担任基金会首席执行官，并在董事会占有一席之地。截至2020年7月，董事会共有7名成员，包括一名个人成员和六名组织成员。Mark Roenigk (Facebook) 是基金会的总裁兼主席。安迪·貝托爾斯海姆 (Andy Bechtolsheim) 是个人成员。除了代表 Facebook 的 Mark Roenigk 之外，开放计算董事会的其他组织还包括英特尔 (Rebecca Weekly)、微软 (Kushagra Vaid)、谷歌 (Partha Ranganathan) 和 Rackspace (Jim Hawkins)。
当前成员名单可在网站上找到。

## 历史
开放计算项目始于2009年Facebook内部项目“Project Freedom”。硬件设计和工程团队由 Amir Michael（硬件设计经理） 领导，由 Jonathan Heiliger（技术运营副总裁）和 Frank Frankovsky（硬件设计和基础设施总监）赞助。三人后来将Project Freedom的设计开源，并共同创立了开放计算项目。 该项目于2011年4月 7日在 Facebook 帕洛阿尔托总部举行的新闻发布会上宣布。

## 开放计算项目
开放计算项目基金会维护着许多OCP项目，例如

### 服务器设计
开放计算项目启动两年后，关于更模块化的服务器设计，有人承认 “新设计离实际数据中心还有很长的路要走”。不过，根据绿色电网（The Green Grid）定义的电力使用效率指数，Facebook 的 Prineville 数据中心采用了已公布的某些方面来提高電能使用效率。
推动服务器计算节点设计的努力包括针对英特尔处理器和AMD处理器的设计。2013 年，Calxeda 贡献了一款采用ARM架構处理器的设计。 从那时起，已经部署了几代 OCP 服务器设计：Wildcat（英特尔）、Spitfire（AMD）、Windmill（英特尔 E5-2600）、Watermark（AMD）、Winterfell（英特尔 E5-2600 v2）和 Leopard（英特尔 E5-2600 v3）。

### OCP加速器模块
OCP 加速器模块 (OAM) 是针对实现需要高模块间带宽的人工智能系统的硬件架构的设计规范。
AMD的部分AMD Instinct加速器模块使用了OAM。

### 数据存储
Open Vault 存储构建块提供高磁盘密度，2U 开放式机架(Open Rack)机箱内有 30 个磁盘驱动器，可轻松更换碟盤存儲。3.5 英寸磁盘存储在两个抽屉中，每个抽屉横五格，纵三格，通过串列SCSI连接。 这种存储也称为 Knox，还有一种冷存储变体，闲置磁盘会关闭以降低能耗。[ 另一个设计概念是由 Synnex 的一个部门 Hyve Solutions 在 2012 年提出的。 在 2016 年 OCP 峰会上，Facebook 与台湾 ODM 纬创资通(Wistron) 的子公司 Wiwynn 联合推出了 Lightning，这是一种灵活的 NVMe JBOF（just a bunch of flash），基于现有的 Open Vault（Knox）设计。

### 机架设计
机械安装系统的设计已经发布，因此开放式机架(Open Rack)的外部宽度（600 mm）和深度与标准19吋機櫃相同，但设计用于安装宽度为 537 mm（21 英寸）的更宽底盘。这样可以在相同体积内安装更多设备并改善空气流通。计算机底盘尺寸以 OpenU 的倍数定义，OpenU 为 48 mm，略高于典型的 44 mm机架单位。

### 开放网络交换机
2013年5月8日，一项定义开放網路交換器的努力宣布了。该计划旨在允许 Facebook 在交换机上加载自己的操作系统软件。新闻报道预测，更昂贵、性能更高的交换机将继续流行，而更便宜、更像商品的大宗物資产品（使用時髦術語“机架顶部”"top-of-rack"）可能会采用该提议。
Facebook 首次尝试开发开放网络交换机，是与台湾 ODM 公司智邦科技 (Accton) 共同使用 博通 Trident II 芯片设计的，名为 Wedge，其运行的 Linux 操作系统名为 FBOSS。 后来的交换机贡献包括基于 Broadcom Tomahawk 芯片的“6-pack”和 Wedge-100。

### 服务器
PCI Mezzanine网卡(NIC) OCP NIC 3.0 规范 1v00 的子项目于2019年底发布，确定了3种外形尺寸：SFF、TSFF 和 LFF。

## 开放计算中国日
- 2019年6月25日，OCP China Day (开放计算中国日) 在北京举行，大会由OCP基金会和OCP铂金成员浪潮联合主办近千名工程师和数据中心从业者参加了此次大会。[32]
- 2020年11月13日，OCP China Day (开放计算中国日) 在北京举办，大会由微软、浪潮、Facebook、百度、阿里、腾讯等OCP社区领袖企业，将共同探讨开放计算在人工智能、边缘计算等新兴技术领域及未来数据中心基础设施层面的发展与应用。
- 2021年7月27日，OCP China Day (开放计算中国日) 在北京举行，大会以“开放计算再十年：降碳·増效·践行"为主题，汇聚了来自OCP基金会、英特尔、腾讯、百度、阿里巴巴、希捷、西部数据、Enflame、Edgecore和浪潮等主要 OCP 社区成员以及金融、电信和能源行业的专家将齐聚一堂，共同探讨人工智能、边缘计算、数据中心基础设施和开放计算技术的采用。
- 2022年8月10日，OCP China Day (开放计算中国日) 在北京举行，大会以“OPEN FORWARD：绿色·融合·赋能"为主题，聚焦数据中心基础设施、开放整机柜、液冷、AI、计算、存储、网络、电源、硬件管理等前沿话题，共同探讨开放计算技术和生态，助力持续创新和落地，赋能千行百业。
- 2023年8月10日，OCP China Day (开放计算中国日) 在北京举行，大会以“OPEN MOMENTUM：智能化、可拓展、可持续"为主题，汇聚了来自OCP基金会、浪潮信息、三星、博通、安谋、晶丰明源等OCP成员的高管，以及电信、能源等行业的高级代表，共同探讨开放计算项目技术，聚焦低碳解决方案、基础设施创新以及生态系统使能等话题。